# IC 705
IC 705 ist eine kompakte elliptische Galaxie vom Hubble-Typ E-S0 im Sternbild Großer Bär am Nordsternhimmel. Sie ist schätzungsweise 13 Millionen Lichtjahre von der Milchstraße entfernt und hat einen Durchmesser von etwa 30.000 Lichtjahren. 
Die Typ-I-Supernova SN 1997bm wurde hier beobachtet.
Das Objekt wurde am 11. Mai 1890 vom US-amerikanischen Astronomen Lewis Swift entdeckt.